# Phillips, Wisconsin
Phillips är administrativ huvudort i Price County i Wisconsin i USA. Vid 2010 års folkräkning hade Phillips 1 478 invånare.